# Liste des bases de lancement
Cet article dresse une liste des bases de lancements utilisées pour le tir de lanceurs à destination de l'orbite terrestre et de fusées-sondes destinées à étudier l'atmosphère terrestre et l’espace.

## Bases de lancement à destination de l'orbite terrestre
| Pays                         | Lieu                                                                         | Coordonnées                   | Opérationnel de-à | Type de lanceur                                                    | Installations de lancement | Type d'orbite / inclinaison                                    | Nombre de lancements / échecs | Notes |
| ---------------------------- | ---------------------------------------------------------------------------- | ----------------------------- | ----------------- | ------------------------------------------------------------------ | -------------------------- | -------------------------------------------------------------- | ----------------------------- | --- |
| Algérie                      | Centre interarmées d'essais d'engins spéciaux, base de lancement d'Hammaguir | 31° 05′ 58″ N, 2° 50′ 09″ O   | 1947-1967         | Diamant                                                            | 1                          |                                                                | 4 / 0,5 (partiel)             | |
| Brésil                       | Centre de lancement d'Alcântara, Maranhão                                    | 2° 18′ 58″ S, 44° 22′ 03″ O   | 1990-             |                                                                    | 1                          |                                                                | 2/2                           | Opéré par la Force aérienne et l'Agence spatiale brésilienne. lancements prévus de satellites.                                            |
| Chine                        | Base de lancement de Wenchang                                                | 19° 37′ 21″ N, 110° 57′ 00″ E | 2016-             |                                                                    |                            |                                                                |                               | |
| Chine                        | Base de lancement de Xichang                                                 | 28° 14′ 47″ N, 102° 01′ 41″ E | 1984-             |                                                                    |                            |                                                                |                               | Satellites géosynchrones, sondes lunaires,.                                                                                               |
| Chine                        | Base de lancement de Taiyuan                                                 | 39° 08′ 36″ N, 111° 58′ 03″ E | 1980-             |                                                                    |                            | Orbite polaire                                                 |                               | |
| Chine                        | Base de lancement de Jiuquan                                                 | 41° 07′ 05″ N, 100° 27′ 48″ E | 1970-             |                                                                    |                            |                                                                |                               | Vols habités. |
| Corée du Nord                | Musudan-ri                                                                   | 40° 51′ 21″ N, 129° 39′ 57″ E | 1998-             |                                                                    | 1                          |                                                                |                               | Lancement de fusées militaires et de satellites (sources officielles).                                                                    |
| Corée du Sud                 | Centre spatial de Naro, district de Goheung                                  | 34° 25′ 33″ N, 127° 31′ 41″ E | 2008-             |                                                                    |                            |                                                                | 3 / 2                         | Lancement de satellites. |
| États-Unis                   | SpaceX South Texas Launch Site                                               | 25° 59′ 32″ N, 97° 09′ 26″ O  | 2019-             | Starship                                                           | 1 (+ 1 en construction)    |                                                                | 4/2                           | Site privé détenu et géré par l'entreprise SpaceX. Premier lancement orbital prévu pour 2022.                                             |
| États-Unis                   | Cape Canaveral Air Force Station, Floride                                    | 28° 28′ 00″ N, 80° 33′ 31″ O  | 1956-             | Actif (2019) : Atlas V, Delta II, Delta IV, Falcon 9               |                            | Orbite basse, haute, géostationnaire, interplanétaire          |                               | Missions commerciales et gouvernementales américaines, inhabitées.                                                                        |
| États-Unis                   | Centre spatial Kennedy, Floride                                              | 28° 36′ 30″ N, 80° 36′ 14″ O  | 1963-             | Passé : Saturn V, navette spatiale américaine                      | 2                          | Orbite basse, interplanétaire                                  |                               | Base de lancement de toutes les missions habitées de la NASA. Adjacent à la Cape Canaveral Air Force Station.                             |
| États-Unis                   | Vandenberg Air Force Base, Californie                                        | 34° 46′ 19″ N, 120° 36′ 04″ O | 1958-             | Actif (2019) : Atlas V, Delta IV, Falcon 9                         |                            | Orbite polaire                                                 |                               | Lancement de satellites, test de missiles balistiques, satellites commerciaux et gouvernementaux.                                         |
| États-Unis                   | Mid-Atlantic Regional Spaceport (MARS), péninsule de Delmarva, Virginie      | 37° 50′ 00″ N, 75° 29′ 00″ O  | 2006-             |                                                                    |                            |                                                                | 6                             | Opéré en partenariat avec la NASA, adjacent au site de Wallops Flight Facility, conçu pour des lancements commerciaux et gouvernementaux. |
| États-Unis                   | Wallops Flight Facility, péninsule de Delmarva, Virginie                     | 37° 50′ 46″ N, 75° 28′ 46″ O  | 1945-             |                                                                    |                            |                                                                |                               | Opéré par le Goddard Space Flight Center de la NASA.                                                                                      |
| États-Unis                   | Pacific Spaceport Complex – Alaska                                           | 57° 26′ 07″ N, 152° 20′ 22″ O | 1991-             |                                                                    |                            |                                                                | 14                            | Test d'interception de missiles balistiques, lancement de satellites. Alaska Aerospace Corporation.                                       |
| France, Guyane               | Centre spatial guyanais, Kourou                                              | 5° 14′ 15″ N, 52° 46′ 10″ O   | 1968–             | Actif (2013) : Ariane 5,Vega,Soyouz Passé : Europa, Ariane 1,2,3,4 | 3                          | Orbite basse, haute, polaire, géostationnaire, interplanétaire |                               | Opéré par le CNES pour ESA ; base de lancement de Arianespace, lancement commerciaux et gouvernementaux.                                  |
| Îles Marshall                | Omelek                                                                       | 9° 02′ 53″ N, 167° 44′ 35″ E  | Années 1950-      | Falcon 1                                                           | 1                          |                                                                |                               | Silo à missile balistique converti dans le lancement de satellites. SpaceX, lanceurs Falcon, situé près de l'équateur.                    |
| Inde                         | Centre spatial Satish-Dhawan (Sriharikota), Andhra Pradesh                   | 13° 44′ 15″ N, 80° 14′ 06″ E  | 1971-             | Actif (2019) : GSLV, PSLV Passé : ASLV                             | 2                          | Orbite basse, polaire, interplanétaire et géostationnaire      |                               | |
| Iran                         | Centre spatial d'Emamshahr                                                   | 36° 25′ 12″ N, 55° 01′ 12″ E  | 1998-             | Actif (2019) : Safir                                               | 1                          |                                                                | 6 / 3                         | Test de missiles balistiques, lancement de fusées-sondes et de satellites par l'Agence spatiale iranienne.                                |
| Israël                       | Base aérienne de Palmachim                                                   | 31° 53′ 05″ N, 34° 40′ 49″ E  | 1987-             | Actif (2019) : Shavit                                              | 1                          |                                                                | 9                             | . |
| Japon                        | Base de lancement de Tanegashima, Tanegashima                                | 30° 23′ 27″ N, 130° 58′ 05″ E | 1967-             |                                                                    |                            |                                                                |                               | . |
| Japon                        | Base de lancement d'Uchinoura                                                | 31° 15′ 07″ N, 131° 04′ 45″ E | 1962-             |                                                                    |                            |                                                                |                               | . |
| Kenya pour Italie            | Centre spatial Luigi Broglio (San Marco), Malindi                            | 2° 56′ 27″ S, 40° 12′ 48″ E   | 1964-1988         | Scout                                                              | 1                          |                                                                | 9                             | Lancées par l'ASI et l'Université Sapienza de Rome, Italie.                                                                               |
| Union soviétique- Kazakhstan | Cosmodrome de Baïkonour, Tiouratam, Kazakhstan                               | 45° 57′ 19″ N, 63° 21′ 01″ E  | 1957-             |                                                                    |                            | Orbite basse, géostationnaire, interplanétaire                 |                               | Base de lancement du premier satellite et du premier être humain dans l'espace, géré par la Russie.                                       |
| Union soviétique- Russie     | Cosmodrome de Kapoustine Iar, Oblast d'Astrakhan                             | 48° 34′ 41″ N, 46° 15′ 15″ E  | 1957-             |                                                                    |                            |                                                                |                               | Ancienne base de missiles reconvertie. |
| Union soviétique- Russie     | Cosmodrome de Iasny (anciennement Dombarovsky), Oblast d'Orenbourg           | 51° 12′ 25″ N, 59° 51′ 00″ E  | 2006-             |                                                                    |                            |                                                                |                               | Base de lancement de missiles balistiques intercontinentaux reconvertie dans le lancement de satellites.                                  |
| Union soviétique- Russie     | Cosmodrome de Svobodny, Oblast de l'Amour                                    | 51° 50′ 04″ N, 128° 16′ 33″ E | 1957-             |                                                                    |                            |                                                                |                               | Base de lancement de missiles balistiques intercontinentaux reconvertie dans le lancement de satellites.                                  |
| Union soviétique- Russie     | Cosmodrome de Plessetsk                                                      | 62° 55′ 40″ N, 40° 33′ 17″ E  | 1966-             |                                                                    |                            |                                                                |                               | |

## Bases de lancement de fusées sondes

### Afrique
| Pays           | Lieu                                                  | Coordonnées                  | Opérationnel de/à | Nombre de fusées lancés | Mase de la fusée lancée la plus lourde | Altitude la plus élevée atteinte | Note                                                           |
| -------------- | ----------------------------------------------------- | ---------------------------- | ----------------- | ----------------------- | -------------------------------------- | -------------------------------- | -------------------------------------------------------------- |
| Afrique du Sud | Overberg Test Range (en)                              | 34° 36′ 10″ S, 20° 18′ 09″ E | 1989–1990         |                         |                                        |                                  | Utilisé pour le lancement de fusées expérimentales uniquement. |
| Algérie        | Base de lancement de Reggane                          | 26° 43′ 08″ N, 0° 16′ 37″ E  | 1961–1965         | 10                      |                                        |                                  |                                                                |
| Libye          | Sebha, centre de lancement Tawiwa (OTRAG)             | 26° 59′ 38″ N, 14° 27′ 51″ E | 1981–1982         |                         |                                        | 50 km                            | Fusées allemandes OTRAG.                                       |
| Mauritanie     | Nouadhibou                                            | 20° 55′ 43″ N, 17° 01′ 54″ O | 1973-1973         | 1                       |                                        |                                  | Pendant une éclipse solaire.                                   |
| Zaïre          | Shaba Nord, centre de lancement Kapani Tonneo (OTRAG) | 7° 55′ 33″ S, 28° 31′ 40″ E  | 1977–1978         | 3                       |                                        | <50 km                           | Fusées allemandes OTRAG.                                       |

### Asie
Note : certains cosmodromes apparaissent dans cette section, alors que d'autres figurent dans la section dédiée à l'Europe
| Pays                     | Lieu                                                           | Coordonnées                   | Opérationnel de/à | Nombre de fusées lancées | Masse de la fusée lancée la plus lourde | Altitude la plus élevée atteinte | Notes                                           |
| ------------------------ | -------------------------------------------------------------- | ----------------------------- | ----------------- | ------------------------ | --------------------------------------- | -------------------------------- | ----------------------------------------------- |
| Chine                    | Base 603, Shijiedu, Guangde                                    | 30° 56′ 15″ N, 119° 12′ 21″ E | 1960–1966         |                          | 1 000 kg                                | <60 km                           |                                                 |
| Chine                    | Jingyu                                                         | 42° 00′ N, 126° 30′ E         |                   |                          |                                         |                                  |                                                 |
| Corée du Sud             | Anhueng                                                        | 36° 42′ 08″ N, 126° 28′ 18″ E | 1993–             |                          |                                         |                                  |                                                 |
| Inde                     | Centre spatial Vikram Sarabhai, Thiruvananthapuram, TERLS (en) | 8° 31′ 53″ N, 76° 52′ 08″ E   | 1962–             | >2 000                   |                                         |                                  | [ 25 ]                                          |
| Inde                     | Île Wheeler                                                    | 20° 45′ 29″ N, 87° 05′ 08″ E  |                   |                          |                                         |                                  |                                                 |
| Inde                     | Balasore                                                       | 20° 58′ 33″ N, 87° 02′ 57″ E  |                   |                          |                                         |                                  |                                                 |
| Indonésie                | Stasiun Peluncuran Roket, Pameungpeuk (en)                     | 7° 38′ 47″ S, 107° 41′ 18″ E  | 1965–2009         | 14                       | 300 kg                                  | 100 km                           | Fusées-sondes                                   |
| Irak                     | Centre spatial d'Al-Anbar                                      | 32° 46′ 56″ N, 44° 17′ 59″ E  | 1989              |                          |                                         |                                  | Probablement détruit pendant la guerre du Golfe |
| Iran                     | Centre spatial de Qom                                          | 34° 39′ 00″ N, 50° 54′ 00″ E  | 1991              |                          |                                         |                                  | Tests de missiles balistiques                   |
| Iran                     | Base de lancement de Semnan                                    | 35° 14′ 02″ N, 53° 55′ 16″ E  | 2009–             | 2                        |                                         | Orbitale                         |                                                 |
| Japon                    | Niijima                                                        | 34° 20′ 16″ N, 139° 15′ 57″ E |                   |                          |                                         |                                  |                                                 |
| Japon                    | Ryori                                                          | 39° 01′ 48″ N, 141° 49′ 48″ E | 1970–             |                          |                                         |                                  |                                                 |
| Japon                    | Akita                                                          | 39° 34′ 17″ N, 140° 03′ 28″ E | 1956–1990         | 81                       |                                         | 343 km                           |                                                 |
| Japon                    | Obachi                                                         | 40° 42′ 12″ N, 141° 22′ 10″ E |                   |                          |                                         |                                  |                                                 |
| Kazakhstan               | Sary Shagan                                                    | 46° 22′ 48″ N, 72° 52′ 12″ E  | 1958–             |                          |                                         |                                  |                                                 |
| Maldives                 | Atoll Gan (en)                                                 | 0° 41′ 36″ S, 73° 09′ 24″ E   |                   |                          |                                         |                                  |                                                 |
| Pakistan                 | Centre spatial de Sonmiani, Las Bela, Baloutchistan            | 25° 11′ 33″ N, 66° 44′ 56″ E  | Années 1960 –     |                          |                                         |                                  | Fusées-sondes et test de missiles pour SUPARCO. |
| Pakistan                 | Centre spatial de Tilla (en), District de Jhelum, Punjab       | 33° 23′ 46″ N, 73° 17′ 46″ E  | 1980s –           |                          |                                         |                                  | Fusées-sondes et test de missiles pour SUPARCO. |
| Union soviétique         | Sovietskaïa Gavan                                              | 48° 58′ 12″ N, 140° 18′ 00″ E | 1963–1964         | 6                        |                                         | 402 km                           |                                                 |
| Union soviétique- Russie | Okhotsk                                                        | 59° 22′ N, 143° 15′ E         | 1981–2005         |                          |                                         | 1 000 km                         |                                                 |
| Union soviétique         | Kheysa                                                         | 80° 27′ 00″ N, 58° 03′ 00″ E  | 1956–1980         |                          |                                         |                                  |                                                 |

Sites de lancement envisagés ou en cours de construction en Asie :
- Base de lancement de Kulasekarapattinam, Tamil Nadu, Inde.
- Base de lancement de Biak, Papouasie, Indonésie (Indonésie/Russie).
- Base de lancement de Ras Al Khaimah (en), Émirats arabes unis [32].
- Singapore spaceport (en), Singapour[33].
- Base de lancement de Sohae (Tongch'ang-dong), Corée du Nord, 39° 39′ 29″ N, 124° 42′ 41″ E[34].
- Cosmodrome Vostotchny, Oblast d'Amour, Russie[35].
- Base de lancement de Wenchang, Chine[36],[37].

### Europe
Note : certains pays européens opèrent des bases de lancement en Afrique, Amérique du Sud et dans d'autres régions équatoriales. Ces bases de lancement sont recensées dans leurs zones géographiques respectives. Certains sites de lancement situés en Russie figurent dans la section dédiée à l'Asie.
| Pays                               | Lieu                                              | Coordonnées                  | Opérationnel de-à | Nombre de lanceurs lancés | Masse du lanceur lancé la plus lourde | Altitude la plus élevée atteinte | Notes                                                                                     |
| ---------------------------------- | ------------------------------------------------- | ---------------------------- | ----------------- | ------------------------- | ------------------------------------- | -------------------------------- | ----------------------------------------------------------------------------------------- |
| France                             | Centre d'essais de la Méditerranée, Île du Levant | 43° 02′ 42″ N, 6° 28′ 44″ E  | 1948-             |                           |                                       |                                  |                                                                                           |
| République de Weimar               | Centre de lancement de Berlin (en), Berlin-Tegel  | 52° 21′ 00″ N, 13° 12′ 36″ E | 1930-1933         |                           |                                       | 4 km                             |                                                                                           |
| Reich allemand                     | Peenemünde/Greifswalder Oie                       | 54° 08′ 35″ N, 13° 47′ 38″ E | 1942-1945         | >3 000                    | 12 500 kg                             | >100 km                          | Fusées V-2 pendant la Seconde Guerre mondiale.                                            |
| Allemagne de l'Ouest               | Cuxhaven                                          | 53° 50′ 56″ N, 8° 35′ 30″ E  | 1945-1964         |                           |                                       |                                  |                                                                                           |
| Allemagne de l'Ouest               | Hespenbusch, Großenkneten                         | 52° 56′ 20″ N, 8° 18′ 45″ E  | 1952-1957         |                           |                                       | <10 km                           |                                                                                           |
| Allemagne de l'Est                 | Zingst                                            | 54° 26′ 24″ N, 12° 47′ 04″ E | 1970-1992         | 67                        |                                       | 80 km                            |                                                                                           |
| Grèce                              | Koroni                                            | 36° 46′ 11″ N, 21° 55′ 54″ E | 1966-1989         | 371                       |                                       | 114 km;                          |                                                                                           |
| Islande                            | Vik                                               | 63° 25′ 08″ N, 19° 00′ 17″ O | 1964-1965         | 2                         |                                       |                                  |                                                                                           |
| Italie                             | Salto di Quirra                                   | 39° 31′ 38″ N, 9° 37′ 59″ E  | 1964-             |                           |                                       |                                  |                                                                                           |
| Norvège                            | Base de lancement d'Andøya                        | 69° 17′ 39″ N, 16° 01′ 15″ E | 1962-             | >900                      | 700 kg                                |                                  | Lancement de fusées dans la haute atmosphère.                                             |
| Norvège                            | Marka (en)                                        | 58° 12′ 00″ N, 7° 18′ 00″ E  | 1983-1984         |                           | 16 kg                                 |                                  |                                                                                           |
| Norvège                            | SvalRak                                           | 78° 13′ 24″ N, 15° 38′ 49″ E | 1997-             |                           |                                       |                                  |                                                                                           |
| Pologne                            | Forêt de Tuchola                                  | 53° 37′ 11″ N, 17° 59′ 06″ E | 1944-1945         |                           |                                       |                                  | Fusées V-2 nazies.                                                                        |
| Pologne                            | Łeba                                              | 54° 46′ 09″ N, 17° 35′ 37″ E | 1941-1945         |                           |                                       |                                  | Fusées V-2 nazies.                                                                        |
| Pologne                            | Łeba-Rąbka                                        | 54° 45′ 16″ N, 17° 31′ 05″ E | 1963-1973         | 36                        |                                       |                                  | Fusées Meteor (en) polonaises.                                                            |
| Pologne                            | Blizna                                            | 50° 10′ 55″ N, 21° 36′ 58″ E | 1943-1944         | 139                       |                                       |                                  | Fusées V-2 nazies.                                                                        |
| Espagne                            | El Arenosillo, province de Huelva                 | 37° 05′ 49″ N, 6° 44′ 19″ O  | 1966-             | >500                      |                                       |                                  |                                                                                           |
| Union soviétique- Union soviétique | Nyonoksa                                          | 64° 38′ 57″ N, 39° 11′ 14″ E | 1965-1997         |                           |                                       |                                  |                                                                                           |
| Suède                              | Nausta                                            | 66° 21′ 26″ N, 19° 16′ 33″ E | 1961-1961         | 1                         | 30 kg                                 | <80 km                           | Fusée Arcas pour la recherche atmosphérique.                                              |
| Suède                              | Kronogård                                         | 66° 24′ 53″ N, 19° 16′ 36″ E | 1961-1964         | 18                        | 700 kg                                | 135 km                           | Fusées Arcas, Nike-Cajun et Nike-Apache pour la recherche atmosphérique.                  |
| Suède                              | Esrange, Kiruna                                   | 67° 53′ 36″ N, 21° 06′ 15″ E | 1966-1972         | 150                       | 700 kg                                | 237 km                           | Opérée par l'ESRO.                                                                        |
| Suède                              | Esrange, Kiruna                                   | 67° 53′ 36″ N, 21° 06′ 15″ E | 1972-             | 300                       | 12 400 kg                             | 717 km                           | Opérée par la SSC. Principaux programmes : Maxus, TEXUS, Maser, ballons stratosphériques. |
| Royaume-Uni                        | The Needles                                       | 50° 39′ 50″ N, 1° 34′ 35″ O  | 1956-1971         |                           |                                       |                                  |                                                                                           |
| Royaume-Uni                        | South Uist                                        | 57° 19′ 48″ N, 7° 19′ 48″ O  | 1959-             |                           |                                       |                                  |                                                                                           |

Sites de lancement envisagés ou en cours de construction en Europe :
- Spaceport Sweden (en), Kiruna, Suède[41].

### Amérique du Nord
| Pays       | Lieu                                                                                       | Coordonnées                   | Opérationnel de-à | Nombre de lanceurs lancés | Masse du lanceur lancé la plus lourde | Altitude la plus élevée atteinte | Notes |
| ---------- | ------------------------------------------------------------------------------------------ | ----------------------------- | ----------------- | ------------------------- | ------------------------------------- | -------------------------------- | --- |
| Canada     | Fort Churchill, Manitoba                                                                   | 58° 44′ 03″ N, 93° 49′ 13″ O  | 1954-1985         | >3 500                    |                                       |                                  | Base de l'armée canadienne. |
| Canada     | Hall Beach                                                                                 | 68° 46′ 34″ N, 81° 14′ 36″ O  | 1971-1971         | 7                         |                                       | 270 km                           | |
| Canada     | Southend                                                                                   | 56° 20′ N, 103° 14′ O         | 1980-1980         | 2                         | 1 200 kg                              |                                  | |
| Groenland  | Base aérienne de Thulé                                                                     | 76° 25′ 26″ N, 68° 17′ 37″ O  | 1964-1980         |                           |                                       |                                  | Opérée par la US Air Force. |
| États-Unis | Polygone d'essais de missile de White Sands                                                | 32° 33′ 53″ N, 106° 21′ 33″ O | 1946-             | >7 000                    |                                       |                                  | Vols civils et militaires. Elle sert de site d'atterrissage alternatif pour les véhicules spatiaux.                                                             |
| États-Unis | Nellis Air Force Range (anciennement Nevada Test and Training Range)                       | 36° 46′ 17″ N, 116° 06′ 49″ O | 1950s-            |                           |                                       |                                  | . |
| États-Unis | Pacific Missile Range Facility, Hawaï                                                      | 22° 01′ 22″ N, 159° 47′ 06″ O | 1963-             |                           |                                       |                                  | Test de missiles anti-balistiques par la US Navy. |
| États-Unis | Base de lancement de Keweenaw, Michigan                                                    | 47° 25′ 47″ N, 87° 42′ 52″ O  | 1964-1971         | >50                       | 770 kg                                | <160 km                          | Inutilisée. |
| États-Unis | Aéroport et port spatial de Mojave, Californie                                             | 35° 03′ 33″ N, 118° 08′ 56″ O | 2004-             |                           |                                       | 112 km                           | Lancement de vols spatiaux privés (SpaceShipOne). |
| États-Unis | Spaceport America (anciennement Southwest Regional Spaceport), Upham (en), Nouveau-Mexique | 32° 53′ 22″ N, 106° 59′ 58″ O | 2006-             | 8                         |                                       |                                  | Lancements commerciaux suborbitaux ; projet de lancement de tourisme spatial. Coentreprise (joint venture) entre l'État du Nouveau-Mexique et Virgin Galactic,. |

Autres sites de lancement en Amérique du Nord :
| - Arecibo, Puerto Rico, 18° 28′ 59″ N, 66° 26′ 23″ O - Barbade, 13° 04′ 37″ N, 59° 28′ 33″ O - Île Barter, États-Unis, 70° 06′ 32″ N, 143° 38′ 04″ O - Désert de Black Rock, États-Unis, 41° 00′ 00″ N, 119° 00′ 00″ O - Black Mesa, États-Unis, 37° 22′ 12″ N, 109° 17′ 24″ O - Charlestown, États-Unis, 41° 21′ 36″ N, 71° 40′ 06″ O - Com Range, États-Unis, 31° 19′ 48″ N, 104° 54′ 00″ O - Cape Parry, Canada, 70° 10′ 12″ N, 124° 43′ 01″ O - Cold Lake, Canada, 54° 24′ 17″ N, 110° 16′ 59″ O - Datil, États-Unis, 34° 04′ 51″ N, 107° 30′ 28″ O - Eareckson, États-Unis, Îles Aléoutiennes, 52° 43′ 23″ N, 174° 04′ 19″ E - Eglin Air Force Base, États-Unis, 30° 23′ 26″ N, 86° 46′ 24″ O - Fort Bliss, États-Unis, 32° 04′ 25″ N, 106° 09′ 09″ O - Fort Greely, Alaska, 63° 56′ 03″ N, 145° 44′ 13″ O - Fort Sherman, États-Unis, 9° 21′ 45″ N, 79° 57′ 00″ O | - Fort Wingate, États-Unis, 35° 26′ 55″ N, 108° 35′ 58″ O - Fort Yukon, États-Unis, 66° 33′ 44″ N, 145° 11′ 50″ O - Gillam, Canada, 56° 05′ 23″ N, 96° 05′ 21″ O - Gilson Butte, États-Unis, 38° 36′ 28″ N, 110° 35′ 53″ O - Grand Turk 21° 28′ 20″ N, 71° 08′ 20″ O - Holloman, États-Unis, 32° 54′ 10″ N, 106° 05′ 54″ O - Kwajalein, États-Unis, Atoll dans le Pacifique, 8° 59′ 58″ N, 167° 39′ 16″ E - Mercury, États-Unis, 36° 40′ 27″ N, 115° 58′ 06″ O - NAOTS, États-Unis, 37° 57′ 33″ N, 75° 20′ 16″ O - North Truro Air Force Station, États-Unis, 42° 00′ 00″ N, 70° 01′ 12″ O - Point Arguello, États-Unis, 34° 37′ 12″ N, 120° 36′ 00″ O - Point Barrow, Alaska, 71° 17′ 08″ N, 156° 46′ 33″ O - Point Mugu, États-Unis, 34° 05′ 58″ N, 119° 07′ 17″ O - Poker Flat Research Range, Alaska, 65° 07′ 34″ N, 147° 28′ 44″ O | - Primrose Lake, Canada, 54° 45′ 00″ N, 110° 03′ 00″ O - Ramey, Puerto Rico, 18° 29′ 46″ N, 67° 07′ 34″ O - Red Lake, Canada, 50° 52′ 48″ N, 93° 28′ 12″ O - Resolute Bay, Canada, 74° 41′ 13″ N, 94° 53′ 46″ O - San Clemente, États-Unis, Californie, 32° 55′ 04″ N, 118° 29′ 13″ O - San Nicolas Island, États-Unis, Californie, 33° 16′ 47″ N, 119° 31′ 19″ O - Santiago Ixcuintla, Mexique, 21° 49′ 48″ N, 105° 22′ 12″ O - Sheboygan, Wisconsin, États-Unis, \|43° 45′ 04″ N, 87° 42′ 50″ O - Sierra de Juárez, Mexique, 32° 15′ 00″ N, 115° 49′ 48″ O - Sondre Stromfjord, Groenland, 67° 01′ 25″ N, 50° 36′ 02″ O) - Tonopah Test Range, États-Unis, 37° 47′ 47″ N, 116° 46′ 46″ O - Upham, États-Unis, 32° 53′ 22″ N, 106° 59′ 58″ O - Yuma, États-Unis, 32° 51′ 36″ N, 114° 23′ 49″ O |

Sites de lancement envisagés ou en cours de construction en Amérique du Nord :
- Spaceport Canada, abandonné, près de Fort Churchill, Manitoba, 58° 44′ 03″ N, 93° 49′ 13″ O.
- Oklahoma Spaceport, Burns Flat[48],[49].
- Corn Ranch, Van Horn (Texas).
- Spaceport Sheboygan, Wisconsin, 43° 45′ 04″ N, 87° 42′ 50″ O.
- Base de lancement de Cap-Breton (Cape Breton Space Center), Nouvelle-Écosse[50].
- Cape Rich, LFCATC Meaford, Ontario[51].
- Spaceport Indiana, Aéroport municipal de Columbus (Indiana) (en), Columbus (Indiana).
- Front Range Spaceport (en), Aurora (Colorado).

### Amérique du Sud
| Pays      | Lieu                      | Coordonnées                  | Opérationnel de-à | Nombre de lanceurs lancés | Masse du lanceur lancé la plus lourde | Altitude la plus élevée atteinte | Notes                                                  |
| --------- | ------------------------- | ---------------------------- | ----------------- | ------------------------- | ------------------------------------- | -------------------------------- | ------------------------------------------------------ |
| Argentine | Las Palmas                | 27° 05′ 43″ S, 58° 45′ 13″ O | 1966-1966         | 2                         | 3 400 kg                              | 270 km                           | Lancement de fusées Titus pendant une éclipse solaire. |
| Argentine | Tartagal                  | 22° 45′ 42″ S, 63° 49′ 26″ O | 1966-1966         |                           |                                       |                                  | Pendant une éclipse solaire.                           |
| Argentine | Mar Chiquita              | 37° 43′ 27″ S, 57° 24′ 18″ O | 1968–1972         | 11                        |                                       |                                  |                                                        |
| Argentine | Villa Reynolds (en)       | 33° 43′ 29″ S, 65° 22′ 38″ O | 1973-1973         | 2                         |                                       |                                  |                                                        |
| Argentine | CELPA                     | 30° 07′ 39″ S, 66° 20′ 27″ O |                   |                           |                                       |                                  |                                                        |
| Brésil    | Natal/Barreira do Inferno | 5° 51′ 58″ S, 35° 22′ 59″ O  | 1965–             | 233                       |                                       | 1 100 km                         |                                                        |
| Brésil    | Praia do Cassino          | 32° 05′ 00″ S, 52° 10′ 02″ O | 1966-1966         | 27                        |                                       |                                  |                                                        |
| Pérou     | Chilca                    | 12° 30′ 17″ S, 76° 47′ 55″ O |                   |                           |                                       |                                  |                                                        |
| Pérou     | Punta Lobos               | 12° 30′ 00″ S, 76° 48′ 00″ O |                   |                           | 2 000 kg                              |                                  |                                                        |
| Suriname  | Coronie                   | 5° 52′ 21″ N, 56° 17′ 21″ O  | 1965-1965         | 4                         |                                       | 205 km                           |                                                        |

Sites de lancement envisagés ou en cours de construction en Amérique du Sud :
- Centre de lancement de la Caraïbe (Caribbean Spaceport), Curaçao.

### Australie et Nouvelle-Zélande
| Pays             | Lieu               | Coordonnées                   | Opérationnel de-à | Nombre de lanceurs lancés | Masse du lanceur lancé la plus lourde | Altitude la plus élevée atteinte | Notes |
| ---------------- | ------------------ | ----------------------------- | ----------------- | ------------------------- | ------------------------------------- | -------------------------------- | --- |
| Australie        | Woomera Test Range | 30° 57′ 31″ S, 136° 30′ 13″ E | 1950s–            |                           | 28 000 kg                             | Orbitale                         | Base de recherche des gouvernements australiens et britanniques. Test de missiles, 2 lancements de satellites. |
| Australie        | Carnarvon          | 24° 29′ 08″ S, 113° 24′ 31″ E | 1964–1965         | 12                        |                                       | 120 km                           | |
| Australie        | Lancelin           | 30° 58′ 59″ S, 115° 19′ 04″ E | 1974-1974         | 2                         |                                       |                                  | Pendant une éclipse solaire totale.                                                                            |
| Nouvelle-Zélande | Birdling's Flat    | 43° 49′ 01″ S, 172° 40′ 59″ E |                   |                           |                                       |                                  | |

Sites de lancement envisagés ou en cours de construction en Australie et en Nouvelle-Zélande :
- Cap York (Australie, 12° 15′ 00″ S, 143° 06′ 00″ E), site envisagé pour le lancement de lanceurs russes Zenit[52],[53].
- Île Christmas, site de lancement envisagé par l'Australie[54] et le Japon[55].

### Autres
| Pays | Lieu                                            | Coordonnées | Opérationnel de-à | Nombre de lanceurs lancés | Masse du lanceur lancé la plus lourde | Altitude la plus élevée atteinte | Notes |
| ---- | ----------------------------------------------- | ----------- | ----------------- | ------------------------- | ------------------------------------- | -------------------------------- | --- |
|      | Plate-forme Ocean Odyssey                       | Mobile      | 1999–             | 30                        | 462 000 kg                            | Orbitale                         | Plate-forme mobile de lancement de satellites opérée par Sea Launch. Ancienne plate-forme pétrolière, elle se déplace entre Long Beach en Californie, d'où elle embarque un lanceur Zenit-3SL et l'équateur, d'où le lanceur est lancé. |
|      | Sous-marins nucléaires lanceurs d'engins russes | Mobile      | 1998–             | 2                         | 30 000 kg                             | Orbitale                         | Lancement de satellites sur une orbite terrestre grâce à des lanceurs R-29RM Shtil depuis la mer de Barents. |

## Antarctique et océans
D'autres sites ont été envisagés en tant que bases de lancement :
| - Île de l'Ascension, océan Atlantique, 7° 58′ 29″ S, 14° 24′ 53″ O ; - Barking Sands, océan Pacifique, 22° 02′ 55″ N, 159° 46′ 35″ O ; - Base Matienzo, Antarctique, 64° 48′ 00″ S, 60° 06′ 00″ O ; - Île Bigen, îles Marshall, 8° 21′ 52″ N, 171° 02′ 34″ E ; - Atoll Bikini, atoll dans le Pacifique, lancements accompagnés des premiers essais nucléaires, 11° 36′ 54″ N, 165° 33′ 11″ E ; - Base antarctique Dumont d'Urville, Antarctique, 64° 40′ 12″ S, 140° 01′ 12″ E ; | - Eniwetok, atoll dans le Pacifique, lancements accompagnés des premiers essais nucléaires, 11° 20′ 24″ N, 162° 19′ 30″ E ; - Guam, 13° 35′ 49″ N, 144° 54′ 09″ E ; - Atoll Johnston, île du Pacifique, 16° 43′ 59″ N, 169° 31′ 47″ O ; - Île Kerguelen, île du Pacifique sud, 49° 21′ 08″ S, 70° 13′ 09″ E - 3 tirs en 1969 - ; - Kindley Air Force Base (en), Bermudes, 32° 21′ 42″ N, 64° 41′ 09″ O ; - Base McMurdo, Antarctique, 77° 51′ 00″ S, 166° 39′ 36″ E ; | - Molodyozhnaya (en), Antarctique, 67° 39′ 36″ S, 45° 51′ 00″ E ; - Rarotonga, îles Cook, 21° 12′ 09″ S, 159° 48′ 22″ O ; - Rothera, Antarctique, 67° 34′ 01″ S, 68° 07′ 01″ O ; - Siple, Antarctique, 75° 56′ 24″ S, 84° 14′ 53″ O ; - Base antarctique Shōwa, Antarctique, 69° 00′ 00″ S, 39° 34′ 48″ E - Base antarctique Marambio, Antarctique, 64° 16′ 12″ S, 56° 43′ 12″ O ; - Île Wake, île du Pacifique, 19° 17′ 24″ N, 166° 37′ 04″ E ; |